# André Menaut
André Menaut est un entraîneur de football né le 26 juin 1938 à Bordeaux et mort le 15 juillet 2019 dans la même ville,,.

## Carrière
André Menaut  a connu une très riche et longue carrière. Outre l'EF Bergerac, l'AS Libourne, l'AS Saint-Seurin et le FC Libourne-Saint-Seurin, il a dirigé du banc les Girondins de Bordeaux de février 1974 à décembre 1976. 
Il a été major du stage d'entraîneur-instructeur en 1975.
Il était un universitaire reconnu : professeur à la faculté des sports de Bordeaux et vice-président de l'école doctorale SHS de Bordeaux, il était une des têtes pensantes sur la réflexion footballistique, parfois considéré comme le meilleur théoricien français en la matière, notamment par son disciple Jean-Marc Furlan.
Il était à la retraite sportive depuis la fin de la saison 2004-2005 (alors entraîneur de Libourne-Saint Seurin en National).

## Carrière d'entraîneur
- avant 1974 : EF Bergerac
- février 1974-décembre 1976 : Girondins de Bordeaux
- 1977-1984 : AS Libourne
- 1985-1986 : AS Saint-Seurin
- 2000-2001 : Trélissac FC
- 2004-2005 : FC Libourne-Saint-Seurin

## Publications
- André Menaut, Le réel et le possible dans la pensée tactique. Contribution à une théorie du jeu sportif, 1998, 361 p. (ISBN 978-2-86781-215-6)
- André Menaut, Football et Humanisme : Réflexions d'un technicien sur le jeu et son environnement, 2017, 344 p. (ISBN 979-10-91886-11-6)

### Source
- Collectif, Football 77, Les Cahiers de l'Équipe, 1976, cf. page 38.